# Kanton Caudebec-en-Caux
Der Kanton Caudebec-en-Caux war bis 2015 ein französischer Wahlkreis im Arrondissement Rouen, im Département Seine-Maritime und in der Region Haute-Normandie; sein Hauptort war Caudebec-en-Caux. Vertreterin im Generalrat des Départements war zuletzt von 2001 bis 2015 (wiedergewählt 2008) Martine Blondel (PS).
Der Kanton Caudebec-en-Caux war 213,47 km² groß und hatte (2006) 13.556 Einwohner, was einer Bevölkerungsdichte von 64 Einwohnern pro km² entsprach. Er lag im Mittel auf 43 Meter über dem Meeresspiegel, zwischen 0 m in Heurteauville und 154 m in Saint-Aubin-de-Crétot. 

## Gemeinden
Der Kanton bestand aus 16 Gemeinden:
| Gemeinde                    | Einwohner Jahr | Fläche km² | Bevölkerungsdichte | Code INSEE | Postleitzahl |
| --------------------------- | -------------- | ---------- | ------------------ | ---------- | ------------ |
| Anquetierville              | 352 (2013)     | –          | – Einw./km²        | 76022      | 76490        |
| Rives-en-Seine              | 4.213 (2013)   | –          | – Einw./km²        | 76164      | 76490        |
| Heurteauville               | 337 (2013)     | –          | – Einw./km²        | 76362      | 76940        |
| Louvetot                    | 643 (2013)     | –          | – Einw./km²        | 76398      | 76490        |
| Arelaune-en-Seine           | 2.599 (2013)   | –          | – Einw./km²        | 76401      | 76940        |
| Maulévrier-Sainte-Gertrude  | 995 (2013)     | –          | – Einw./km²        | 76418      | 76490        |
| Notre-Dame-de-Bliquetuit    | 741 (2013)     | –          | – Einw./km²        | 76473      | 76940        |
| Saint-Arnoult               | 1.314 (2013)   | –          | – Einw./km²        | 76557      | 76490        |
| Saint-Aubin-de-Crétot       | 575 (2013)     | –          | – Einw./km²        | 76559      | 76190        |
| Saint-Gilles-de-Crétot      | 435 (2013)     | –          | – Einw./km²        | 76585      | 76490        |
| Saint-Nicolas-de-Bliquetuit | 577 (2013)     | –          | – Einw./km²        | 76625      | 76940        |
| Saint-Nicolas-de-la-Haie    | 404 (2013)     | –          | – Einw./km²        | 76626      | 76490        |
| Saint-Wandrille-Rançon      | 1.196 (2013)   | –          | – Einw./km²        | 76659      | 76490        |
| Touffreville-la-Cable       | 400 (2013)     | –          | – Einw./km²        | 76701      | 76170        |
| Vatteville-la-Rue           | 1.117 (2013)   | –          | – Einw./km²        | 76727      | 76940        |
| Villequier                  | 755 (2013)     | –          | – Einw./km²        | 76742      | 76490        |

## Bevölkerungsentwicklung
| 1962  | 1968   | 1975   | 1982   | 1990   | 1999   | 2006   |
| ----- | ------ | ------ | ------ | ------ | ------ | ------ |
| 9.946 | 10.427 | 10.746 | 12.034 | 12.877 | 13.048 | 13.556 |